# Lago dos Rodrigues
Lago dos Rodrigues é um município brasileiro do estado Maranhão. Sua população estimada em 2015 foi de 8.716 habitantes.
Lago dos Rodrigues foi descoberto por volta de 1918 por Gonçalo Rodrigues.
O município de Lago dos Rodrigues foi criado pela lei Estadual nª155 de 10 de novembro de 1994, sancionada pelo Exmo.Sr. Governador do Estado do Maranhão, José Ribamar Fiquene. A sua instalação oficial aconteceu no dia 1º de janeiro de 1997, com a posse do 1° Prefeito Municipal, Francisco Assis Basílio Paiva, Vice-Prefeito, Antônio Martins de Sousa e os vereadores, em número de 9 que compõem a Câmara Municipal. A criação da cidade de Lago dos Rodrigues resultou de uma antiga aspiração de sua comunidade que desejava desmembra-se política e geograficamente do município de Lago do Junco, por considerar que o povoado a épocas já havia conquistado um grau de desenvolvimento social e econômico nas zonas rural e urbana, capaz de assegurar a sua Caracterização Sócio-histórica do Município de Lago dos Rodrigues autonomia politico-administrativa. O processo se iniciou por um plebiscito popular que culminou com consolidação do processo de desmembramento administrativo de Lago do Junco.
Fica criado, pela Lei Nº 6.155, de 10 de novembro de 1994, o município de Lago dos Rodrigues, a ser desmembrado do município de Lago do Junco, subordinado à Comarca de Lago da Pedra.

## Geografia
A área do município de Lago do Rodrigues é de 220, 776 quilômetros quadrados, o que o coloca na posição 211 dentre as 217 cidades do Maranhão.
| Área da unidade territorial [2024] | 220,776 km²                                                 |
| Hierarquia urbana [2018]           | Centro Local                                                |
| Região de Influência [2018]        | Arranjo Populacional de Pedreiras/MA - Centro Subregional B |
| Região intermediária [2024]        | Santa Inês - Bacabal                                        |
| Região imediata [2024]             | Pedreiras                                                   |
| Mesorregião [2022]                 | Centro Maranhense                                           |
| Microrregião [2022]                | Médio Mearim                                                |

Fonte: IBGE
| Bioma predominante [2024]             | Cerrado      |
| Área urbanizada [2019]                | 2,45 km²     |
| Esgotamento sanitário adequado [2010] | 0,9 %        |
| Arborização de vias públicas [2010]   | 27,6 %       |
| Urbanização de vias públicas [2010]   | 0 %          |
| População exposta ao risco [2010]     | 63 pessoas   |
| Sistema Costeiro-Marinho [2019]       | Não pertence |

Fonte: IBGE
Economia
| PIB per capita [2021]                                                                           | 9.500,91 R$      |
| Índice de Desenvolvimento Humano Municipal (IDHM) [2010]                                        | 0,602            |
| Total de receitas brutas realizadas [2023]                                                      | 43.778.652,80 R$ |
| Transferências correntes (Percentual em relação às receitas correntes brutas realizadas) [2023] | 93,81 %          |
| Total de despesas brutas empenhadas [2023]                                                      | 45.219.813,10 R$ |

Fonte: IBGE
| Salário médio mensal dos trabalhadores formais [2022]                                             | 1,6 salários mínimos |
| Pessoal ocupado [2022]                                                                            | 1.039 pessoas        |
| População ocupada [2022]                                                                          | 11,86 %              |
| Percentual da população com rendimento nominal mensal per capita de até 1/2 salário mínimo [2010] | 50,1 %               |

Fonte: IBGE
Educação
| Taxa de escolarização de 6 a 14 anos de idade [2010]             | 97,3 %           |
| IDEB – Anos iniciais do ensino fundamental (Rede pública) [2023] | 5,7              |
| IDEB – Anos finais do ensino fundamental (Rede pública) [2023]   | 4,3              |
| Matrículas no ensino fundamental [2023]                          | 1.206 matrículas |
| Matrículas no ensino médio [2023]                                | 436 matrículas   |
| Docentes no ensino fundamental [2023]                            | 125 docentes     |
| Docentes no ensino médio [2023]                                  | 26 docentes      |
| Número de estabelecimentos de ensino fundamental [2023]          | 22 escolas       |
| Número de estabelecimentos de ensino médio [2023]                | 2 escolas        |

Fonte: IBGE

## Formação Administrativa
Distrito criado com a denominação de Lago dos Rodrigues, pela Lei Estadual nº 2151, de 26/10/1961, subordinado ao município de Lago do Junco. Em divisão territorial datada de 31-12-1963, o distrito de Lago dos Rodrigues, figura no município de Lago do Junco. Assim permanecendo em divisão territorial datada de 1991. Elevado à categoria de município com a denominação de Lago dos Rodrigues, pela Lei Estadual nº 6155, de 10/11/1994, desmembrado do município de Lago do Junco. Sede no antigo distrito de Lago dos Rodrigues (ex-povoado). Constituído do distrito sede. Instalado em 01/01/1997. Em divisão territorial datada de 2001, o município é constituído do distrito sede. Assim permanecendo em divisão territorial datada de 2007 (www.cnm.org.br).

## Localização
Lago dos Rodrigues está localizado na Mesorregião do Centro Maranhense, na Microrregião do Médio Mearim e na Região de Planejamento dos Imigrantes.

## Agricultura

### O abacaxi
Barraquinha é o maior povoado do município, localizado às margens da MA 119. Além do maior contingente populacional o povoado é um dos maiores produtores de abacaxi do Estado do Maranhão, com 34 hectares plantados (IBGE 2013).

### Cana-de-açúcar
Além do abacaxi no povoado Barraquinha, o município é grande produtor de cana-de-açúcar. Com 185 hectares plantados, Lago dos Rodrigues ocupa a décima sexta posição no ranking maranhense (IBGE/2013). É no povoado de São João da Mata que se concentra a maior área plantada do município, além dos principais alambiques, que produzem cachaça de modo artesanal.

### Amêndoa de babaçu
O município, junto com o vizinho Lago do Junco, é um dos pioneiros no agroextrativismo do babaçu. Juntos, os municípios fundaram a AMTR – Associação das Mulheres Trabalhadoras Rurais de Lago do Junco e Lago dos Rodrigues, uma associação de quebradeiras de coco babaçu. Junto com a COPPALJ – Cooperativa dos Pequenos Produtores Agroextrativistas de Lago do Junco, as quebradeiras de coco conseguiram agregar valor à amêndoa do coco. Hoje, a AMTR e a COPPALJ exportam o óleo de babaçu para indústrias do ramo de produtos de beleza da Europa e Estados Unidos.
Além da AMTR e COPPALJ, os dois municípios também fundaram a AJR - Associação de Jovens Rurais de Lago do Junco e Lago dos Rodrigues - MA, como forma de incentivar a permanência dos jovens da zona rural dos dois municípios em suas respectivas comunidades, buscando capacitação e conhecimento.